# Egelsbach
Egelsbach (im lokalen Dialekt: Elschbach) ist eine Gemeinde mit etwa 11.000 Einwohnern im Landkreis Offenbach in Südhessen.

## Geografie

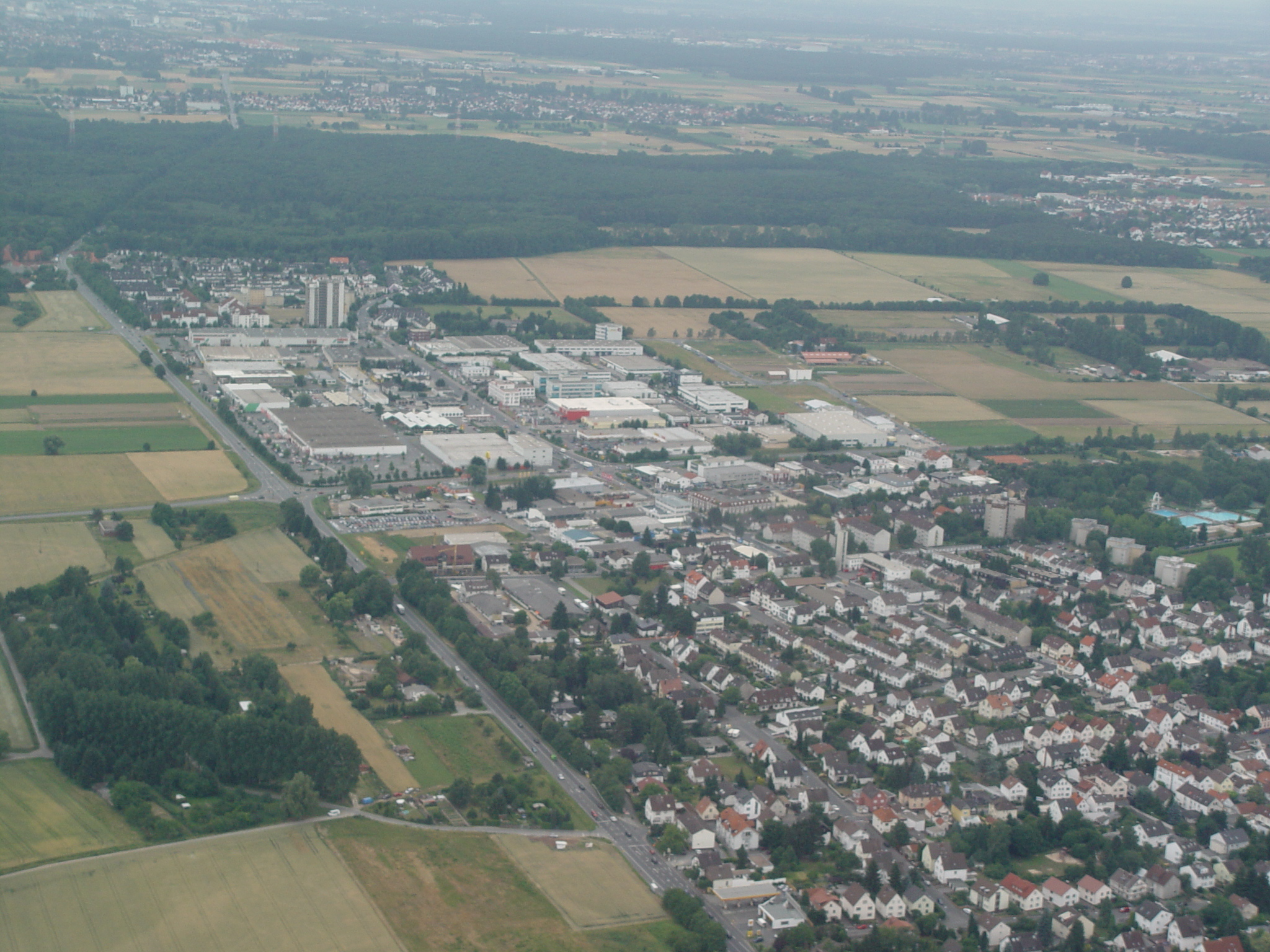
Luftaufnahme der Gemeinde Egelsbach

### Geografische Lage
Egelsbach ist eine von 13 Gemeinden im Landkreis Offenbach. Die Gemeinde liegt im Rhein-Main-Gebiet südlich des Mains zwischen Frankfurt am Main und Darmstadt auf einer Höhe von 117 m ü NN und wird von dem Tränkbach durchflossen.

### Ausdehnung des Gemeindegebiets
Das Gemeindegebiet erstreckt sich über 14,82 km². Davon entfallen etwa 10 km² auf Wald- und Grünflächen und Ackerland.
Egelsbach umfasst nur eine Gemarkung (Gmk.-Nr. 60732) und hat offiziell keine Ortsteile, es werden aber die Wohnplätze Bayerseich, Im Brühl, Egelsbach West und Egelsbach Ortskern unterschieden.

### Nachbargemeinden
Egelsbach grenzt im Norden und Osten an die Stadt Langen, im Süden an die kreisfreie Stadt Darmstadt und die Gemeinde Erzhausen (Landkreis Darmstadt-Dieburg), sowie im Westen an die Stadt Mörfelden-Walldorf (Kreis Groß-Gerau).

## Geschichte

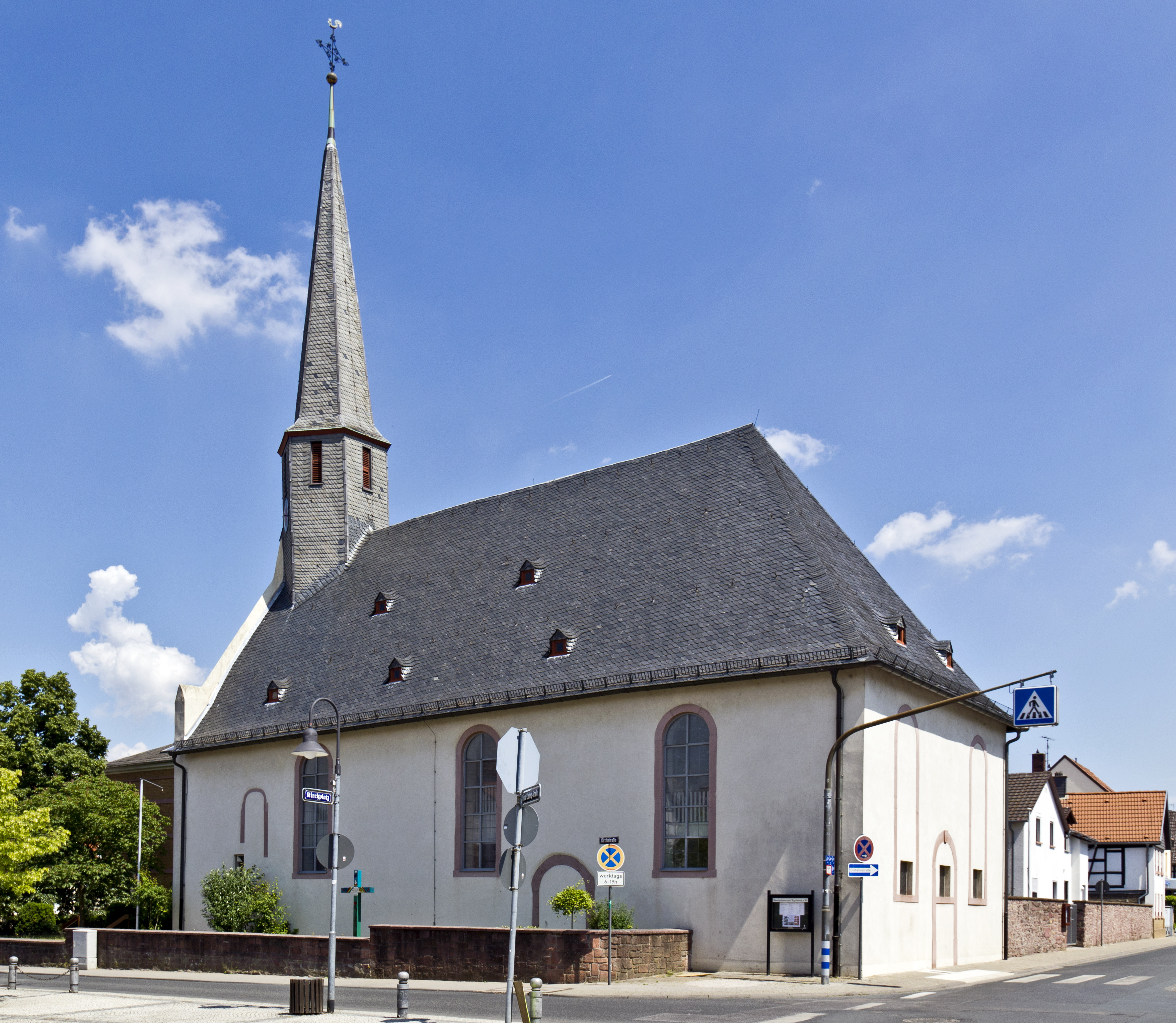
Evangelische Kirche in der Ortsmitte

### Ortsgeschichte
Historisch dokumentierte Erwähnungen des Ortes sind (in Klammern das Jahr der Erwähnung): Elsbach (1275), Eygelspach (1336), Egelßbach (1396) und Egelspach (1411). Im Volksmund wird Egelsbach gelegentlich auch mit dem Spitznamen Klammernschnitzerdorf bezeichnet.
Im Jahr 1275 wurde Egelsbach erstmals urkundlich erwähnt. Das Dorf gehörte damals den Herren von Falkenstein, die den Ort wahrscheinlich 1255 von den Herren von Hagen-Münzenberg geerbt hatten. Nach dem Aussterben der Falkensteiner im Mannesstamme 1486 erbten die Grafen von Isenburg Egelsbach.
1526 wurde die Reformation im Dorf eingeführt. 1600 verkaufte der Graf von Isenburg das Amt Kelsterbach mit Egelsbach und Langen an den Landgrafen von Hessen-Darmstadt. Seither ist Egelsbach hessisch. Im Jahr 1705 wurde Egelsbach eigene Pfarrei, nachdem es von der Langener Pfarrei getrennt wurde. Bei der Aufteilung der Länger Mark 1732, der Egelsbach seit alters her angehörte, erhielt Egelsbach ein Drittel des Markbodens. 1821 wurde das Amt Kelsterbach aufgehoben und Egelsbach gehörte bis 1832 dem Landratsbezirk Langen an. Seitdem ist Egelsbach Teil des Kreises Offenbach. Gerichtlich gehörte die Gemeinde ab 1821 zum Landgericht Langen und ab 1879 zum Amtsgericht Langen.
1873 erhielt der Ort einen Bahnhof auf der Strecke Frankfurt am Main-Darmstadt, und 1955 wurde der Flugplatz Egelsbach eingerichtet.
Bei der Reichstagswahl am 6. November 1932 erhielten die Sozialdemokraten 45,7 Prozent, die KPD 25,5 und die NSDAP 22,4 Prozent der Stimmen. Während der Novemberpogrome 1938 zerstörten SA-Angehörige die Wohnungseinrichtungen der jüdischen Einwohner. Die Inneneinrichtung der Synagoge wurde demoliert und auf einem nahen Sportplatz verbrannt. Am 10. November wurden die jüdischen Einwohner von SA-Mitgliedern auf den Feldweg nach Langen getrieben und dabei misshandelt. Am 28. Dezember 1938 zogen die letzten beiden jüdischen Einwohner nach Darmstadt. Im Februar 1939 meldete der Egelsbacher Bürgermeister dem Landrat in Offenbach, dass sein Ort „seit Ende 1938 judenfrei“ sei. Das Synagogengebäude blieb fast unbeschädigt und wurde 1941 für 5.000,- Reichsmark von der Kommune gekauft. Während des Krieges diente es als Magazin und Unterkunft für Kriegsgefangene. Um 1960 erwarb es ein privater Eigentümer und baute es zu Wohnungen um. Auf dem jüdischen Friedhof sind noch etwa 40 Grabsteine erhalten.
Im Oktober 2009 wurden vom Künstler Gunter Demnig Stolpersteine zur Erinnerung an die Opfer des Nationalsozialismus verlegt.
Im Zuge der Gebietsreform in Hessen in den 1970er Jahren wurde Egelsbach als eine von wenigen Gemeinden nicht verändert und konnte seine Eigenständigkeit bewahren.
Beim Flugunfall einer Cessna Citation 750 im März 2012 starben die fünf Insassen, beim Absturz eines Kleinflugzeuges auf die Bahnstrecke Frankfurt am Main–Heidelberg im Juni 2015 starb ein Mensch und bei einem ähnlichen Vorfall 2003 wurde der Pilot des Flugzeuges verletzt.

### Einwohnerentwicklung
Seit Egelsbach im Jahr 1834 1291 Einwohner zählte, hat sich die Bevölkerung stark vermehrt. Bereits 1939 waren es 3695 Einwohner. Im Jahr 1987 hatte Egelsbach 9089 Einwohner. Die Gemeinde zählte am 31. Dezember 2003 eine Einwohnerzahl von 9689. Somit ergibt sich ein Bevölkerungszuwachs von 600 Personen oder etwa 6,7 Prozent in den Jahren 1987 bis 2003. Mitte März 2008 überschritt die Einwohnerzahl die 10.000er-Marke. Dies war vor allem durch den Ausbau des Neubaugebietes „Im Brühl“ bedingt.
| • 1629: | 92 Hausgesesse             |
| • 1694: | 147 Einwohner              |
| • 1791: | 802 Einwohner              |
| • 1800: | 802 Einwohner              |
| • 1806: | 938 Einwohner, 152 Häuser  |
| • 1829: | 1252 Einwohner, 166 Häuser |
| • 1867: | 1805 Einwohner, 228 Häuser |

| Egelsbach: Einwohnerzahlen von 1791 bis 2015 | Egelsbach: Einwohnerzahlen von 1791 bis 2015 | Egelsbach: Einwohnerzahlen von 1791 bis 2015 | Egelsbach: Einwohnerzahlen von 1791 bis 2015 | Egelsbach: Einwohnerzahlen von 1791 bis 2015 |
| --- | -------------------------------------------- | -------------------------------------------- | -------------------------------------------- | -------------------------------------------- |
| Jahr |                                              |                                              |                                              | Einwohner                                    |
| 1791 | 1791                                         |                                              | 802                                          | 802                                          |
| 1800 | 1800                                         |                                              | 802                                          | 802                                          |
| 1806 | 1806                                         |                                              | 938                                          | 938                                          |
| 1829 | 1829                                         |                                              | 1.252                                        | 1.252                                        |
| 1834 | 1834                                         |                                              | 1.291                                        | 1.291                                        |
| 1840 | 1840                                         |                                              | 1.402                                        | 1.402                                        |
| 1846 | 1846                                         |                                              | 1.559                                        | 1.559                                        |
| 1852 | 1852                                         |                                              | 1.648                                        | 1.648                                        |
| 1858 | 1858                                         |                                              | 1.611                                        | 1.611                                        |
| 1864 | 1864                                         |                                              | 1.644                                        | 1.644                                        |
| 1871 | 1871                                         |                                              | 1.850                                        | 1.850                                        |
| 1875 | 1875                                         |                                              | 2.012                                        | 2.012                                        |
| 1885 | 1885                                         |                                              | 2.163                                        | 2.163                                        |
| 1895 | 1895                                         |                                              | 2.363                                        | 2.363                                        |
| 1905 | 1905                                         |                                              | 2.902                                        | 2.902                                        |
| 1910 | 1910                                         |                                              | 3.183                                        | 3.183                                        |
| 1925 | 1925                                         |                                              | 3.553                                        | 3.553                                        |
| 1939 | 1939                                         |                                              | 3.623                                        | 3.623                                        |
| 1946 | 1946                                         |                                              | 4.376                                        | 4.376                                        |
| 1950 | 1950                                         |                                              | 4.721                                        | 4.721                                        |
| 1956 | 1956                                         |                                              | 5.520                                        | 5.520                                        |
| 1961 | 1961                                         |                                              | 6.254                                        | 6.254                                        |
| 1967 | 1967                                         |                                              | 7.541                                        | 7.541                                        |
| 1970 | 1970                                         |                                              | 7.850                                        | 7.850                                        |
| 1977 | 1977                                         |                                              | 8.473                                        | 8.473                                        |
| 1984 | 1984                                         |                                              | 9.039                                        | 9.039                                        |
| 1992 | 1992                                         |                                              | 9.417                                        | 9.417                                        |
| 2000 | 2000                                         |                                              | 9.700                                        | 9.700                                        |
| 2005 | 2005                                         |                                              | 9.644                                        | 9.644                                        |
| 2010 | 2010                                         |                                              | 10.824                                       | 10.824                                       |
| 2011 | 2011                                         |                                              | 10.877                                       | 10.877                                       |
| 2015 | 2015                                         |                                              | 11.389                                       | 11.389                                       |
| Datenquelle: Historisches Gemeindeverzeichnis für Hessen: Die Bevölkerung der Gemeinden 1834 bis 1967. Wiesbaden: Hessisches Statistisches Landesamt, 1968. Weitere Quellen: bis 1970:; 1977:; 1984:; 1992:; 2000:; 2005:; 2010:; Zensus 2011; 2015: |                                              |                                              |                                              |                                              |

## Politik

### Gemeindevertretung
Die Kommunalwahl am 14. März 2021 lieferte folgendes Ergebnis, in Vergleich gesetzt zu früheren Kommunalwahlen:
| Sitzverteilung in der Gemeindevertretung 2021Insgesamt 31 Sitze - SPD: 7 - Grüne: 10 - FDP: 4 - CDU: 6 - WGE: 4 | Parteien und Wählergemeinschaften | Parteien und Wählergemeinschaften           | % 2021 | Sitze 2021 | % 2016 | Sitze 2016 | % 2011 | Sitze 2011 | % 2006 | Sitze 2006 | % 2001 | Sitze 2001 |
| Sitzverteilung in der Gemeindevertretung 2021Insgesamt 31 Sitze - SPD: 7 - Grüne: 10 - FDP: 4 - CDU: 6 - WGE: 4 | GRÜNE                             | Bündnis 90/Die Grünen                       | 33,9   | 10         | 20,9   | 6          | 31,0   | 10         | 12,3   | 4          | 13,6   | 4          |
| Sitzverteilung in der Gemeindevertretung 2021Insgesamt 31 Sitze - SPD: 7 - Grüne: 10 - FDP: 4 - CDU: 6 - WGE: 4 | SPD                               | Sozialdemokratische Partei Deutschlands     | 21,0   | 7          | 27,4   | 8          | 30,7   | 9          | 33,2   | 10         | 36,8   | 12         |
| Sitzverteilung in der Gemeindevertretung 2021Insgesamt 31 Sitze - SPD: 7 - Grüne: 10 - FDP: 4 - CDU: 6 - WGE: 4 | CDU                               | Christlich Demokratische Union Deutschlands | 17,8   | 6          | 18,3   | 6          | 21,0   | 7          | 30,1   | 9          | 29,4   | 9          |
| Sitzverteilung in der Gemeindevertretung 2021Insgesamt 31 Sitze - SPD: 7 - Grüne: 10 - FDP: 4 - CDU: 6 - WGE: 4 | WGE                               | Wahlgemeinschaft Egelsbach seit 1956        | 13,9   | 4          | 17,9   | 6          | 12,5   | 4          | 16,1   | 5          | 13,6   | 4          |
| Sitzverteilung in der Gemeindevertretung 2021Insgesamt 31 Sitze - SPD: 7 - Grüne: 10 - FDP: 4 - CDU: 6 - WGE: 4 | FDP                               | Freie Demokratische Partei                  | 13,4   | 4          | 11,4   | 4          | 4,9    | 1          | 8,2    | 3          | 6,6    | 2          |
| Sitzverteilung in der Gemeindevertretung 2021Insgesamt 31 Sitze - SPD: 7 - Grüne: 10 - FDP: 4 - CDU: 6 - WGE: 4 | LINKE                             | DIE LINKE                                   | —      | —          | 4,2    | 1          | —      | —          | —      | —          | —      | —          |
| Sitzverteilung in der Gemeindevertretung 2021Insgesamt 31 Sitze - SPD: 7 - Grüne: 10 - FDP: 4 - CDU: 6 - WGE: 4 | Gesamt                            | Gesamt                                      | 100,0  | 31         | 100,0  | 31         | 100,0  | 31         | 100,0  | 31         | 100,0  | 31         |
| Sitzverteilung in der Gemeindevertretung 2021Insgesamt 31 Sitze - SPD: 7 - Grüne: 10 - FDP: 4 - CDU: 6 - WGE: 4 | Wahlbeteiligung in %              | Wahlbeteiligung in %                        | 52,0   | 52,0       | 48,3   | 48,3       | 50,4   | 50,4       | 59,0   | 59,0       | 54,4   | 54,4       |

### Bürgermeister

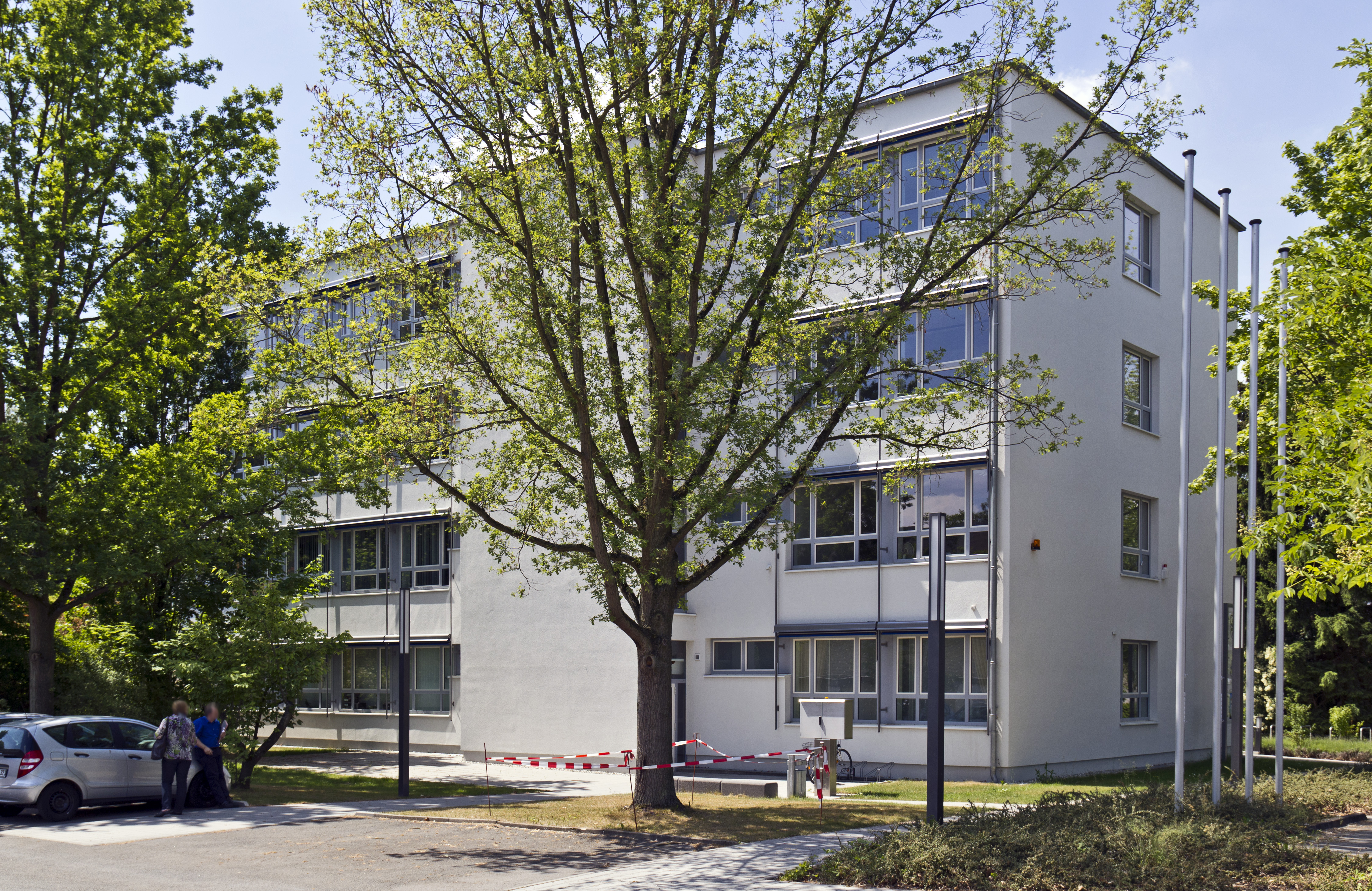
Rathaus von Egelsbach

Nach der hessischen Kommunalverfassung wird der Bürgermeister für eine sechsjährige Amtszeit gewählt, seit dem Jahr 1993 in einer Direktwahl, und ist Vorsitzender des Gemeindevorstands, dem in der Gemeinde Egelsbach neben dem Bürgermeister ehrenamtlich ein Erster Beigeordneter und fünf weitere Beigeordnete angehören. Bürgermeister ist seit dem 20. Juni 2018 Tobias Wilbrand (Grüne). Er setzte sich am 4. März 2018 in einer Stichwahl gegen Amtsinhaber Jürgen Sieling (SPD), der sich um eine zweite Amtszeit beworben hatte, bei 48,7 Prozent Wahlbeteiligung mit 53,3 Prozent der Stimmen durch. Es folgte eine Wiederwahl im März 2024.
Amtszeiten der Bürgermeister
- 2018–2030 Tobias Wilbrand (Grüne)[28]
- 2012–2018 Jürgen Sieling (SPD)[32]
- 2000–2012 Rudolf Moritz[33]
- 1988–2000 Heinz Eyßen (SPD)
- 1977–1988 Hans Dürner (SPD)
- 1972–1976 Günter Simon (SPD)
- 1968–1972 Wilhelm Thomin (SPD) (1923–2011)[34]
- 1952–1968 Lorenz Wannemacher (SPD)
- 1946–1951 Adam Keil (SPD)
- 1933–1933 August Beck (NSDAP)[35]
- 1928–1933 Heinrich Anthes V. (SPD)
- 1927–1928 Lorenz Wannemacher III. (SPD)

### Wappen und Flaggen
|  |  |
|  |  |

| | Blasonierung: „In Silber aus einem roten Herzen wachsend ein grüner Eichenzweig mit drei grünen Eicheln.“ |
| Wappenbegründung: Das inschriftlich auf 1622 datierte Gerichtssiegel zeigt den Eichenzweig aus einem Aststück wachsend, womit es dem Gerichtssiegel von Langen vom gleichen Jahre sehr ähnlich sieht, während ein Stuckwappen von 1615 in der Kirche einen stilisierten Eichbaum mit drei Eicheln in einem Kranze hat, beides Hinweise auf die Zugehörigkeit zum Wildbann Dreieich. Das Wappen wurde der Gemeinde Egelsbach am 9. Mai 1953 durch den Hessischen Innenminister genehmigt. Gestaltet wurde es durch den Heraldiker Georg Massoth. Die Flaggen wurden der Gemeinde am 31. März 1966 durch den Hessischen Innenminister genehmigt und werden wie folgt beschrieben: Auf grünem Flaggentuch, das beiderseits durch einen schmalen weißen Seitenstreifen unterbrochen wird, im oberen Drittel des Mittelfeldes aufgelegt das Gemeindewappen. | |

### Städtepartnerschaften
Egelsbach ging 1991 eine Partnerschaft mit der französischen Stadt Pont-Saint-Esprit ein. Darüber hinaus besteht seit 2005 eine Partnerschaft mit der polnischen Stadt Chojnów.

## Kultur und Sehenswürdigkeiten

### Bauwerke
- Evangelische Kirche
- Katholische Kirche St. Josef
- Ehemaliges Wachthaus
- Jüdischer Friedhof

### Regelmäßige Veranstaltungen
- August: Koberstädter Wald-Marathon
- September: Egelsbacher Kerb[38]
- Dezember: Adventsmarkt in der Kulturscheune[39]

### Sport
- SG Egelsbach
- TSC Egelsbach

## Wirtschaft und Infrastruktur

### Verkehr

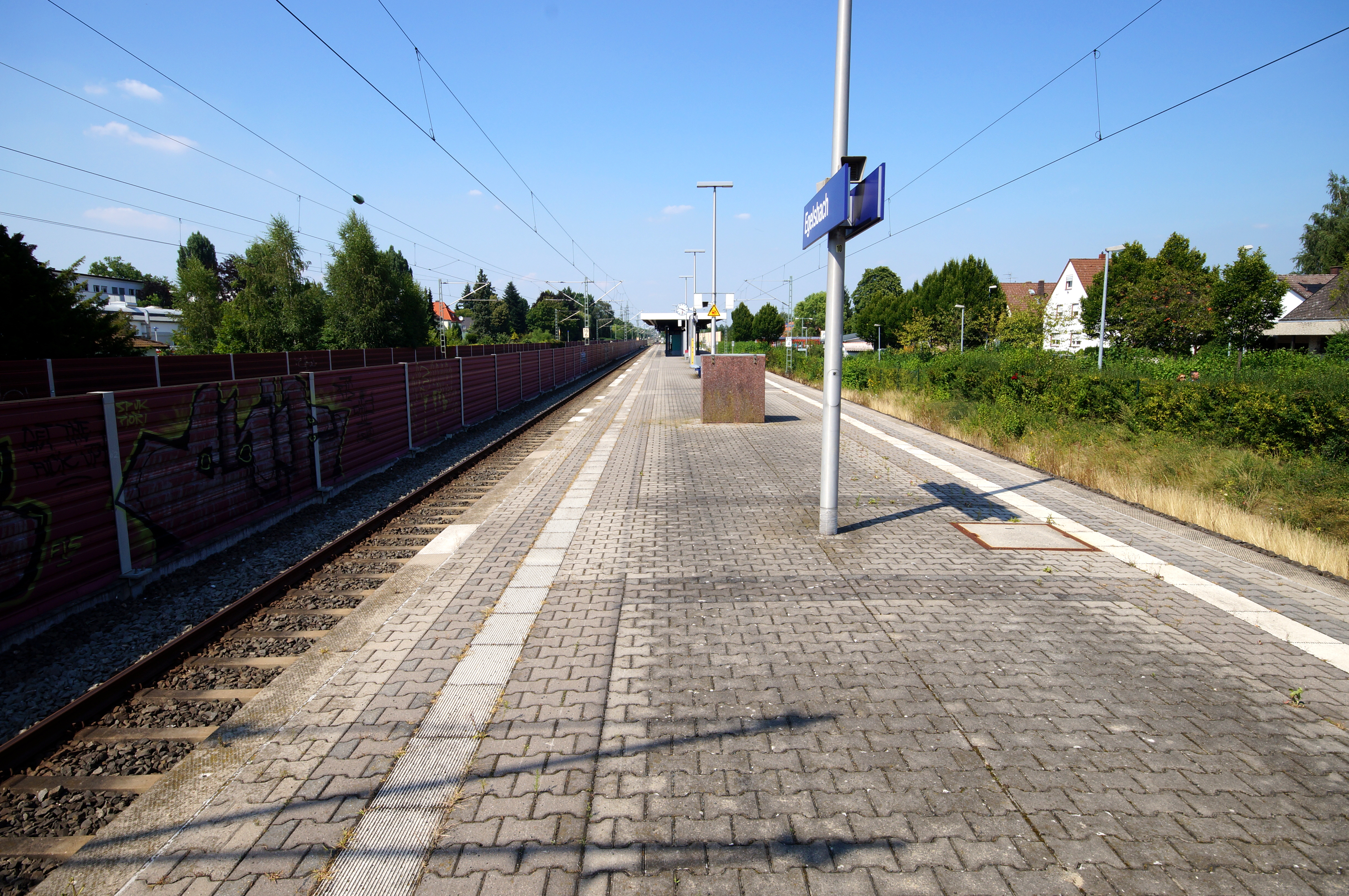
Egelsbacher Bahnhof an der Bahnstrecke Frankfurt am Main–Heidelberg

Von der zentralen Lage im Rhein-Main-Gebiet und der guten Verkehrsanbindung profitiert die Gemeinde. Sie ist über die Trasse der Bahnstrecke Frankfurt am Main–Heidelberg auf dem Abschnitt Frankfurt–Darmstadt an das Netz der S-Bahn Rhein-Main angeschlossen.
| Linie | Verlauf | Takt   |
| ----- | --- | ------ |
| S6    | Groß Karben – Dortelweil – Bad Vilbel – Bad Vilbel Süd – Frankfurt-Berkersheim – Frankfurt-Frankfurter Berg – Frankfurt-Eschersheim – Frankfurt-Ginnheim – Frankfurt (Main) West – Frankfurt am Main Messe – Frankfurt (Main) Galluswarte – Frankfurt (Main) Hbf tief – Frankfurt (Main) Taunusanlage – Frankfurt (Main) Hauptwache – Frankfurt (Main) Konstablerwache – Frankfurt (Main) Ostendstraße – Frankfurt (Main) Lokalbahnhof – Frankfurt (Main) Süd – Frankfurt (Main) Stresemannallee – Frankfurt-Louisa – Neu-Isenburg – Dreieich-Buchschlag – Langen Flugsicherung – Langen (Hess) – Egelsbach – Erzhausen – Darmstadt-Wixhausen – Darmstadt-Arheilgen – Darmstadt Hbf | 30 min |

Direkt an den Bundesautobahnen A 661 und A 5 gelegen, ist der Flughafen Frankfurt, am Frankfurter Kreuz gelegen, in kurzer Zeit zu erreichen.

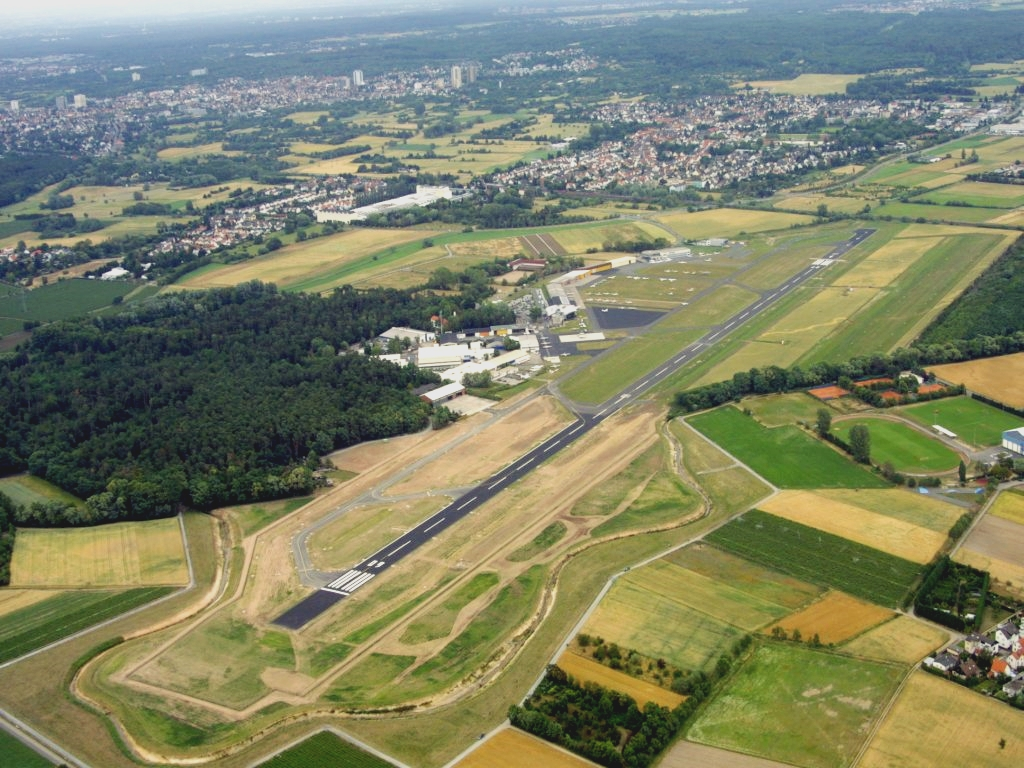
Luftaufnahme Flugplatz Frankfurt-Egelsbach

Der Flugplatz Frankfurt-Egelsbach ist der verkehrsreichste Verkehrslandeplatz in Deutschland. Von hier starten Flugzeuge in das In- und Ausland. Mit seinen gut 72.000 Flugbewegungen (2015) entlastet und ergänzt der Flugplatz Frankfurt-Egelsbach den Frankfurter Flughafen im Segment der Allgemeinen Luftfahrt. Betreiber ist seit 2019 die Triwo Egelsbach Airfield GmbH, eine Tochter des Immobilienunternehmens TRIWO AG (Trier). Sie übernahm den Anteil des früheren Hauptgesellschafters NetJets, der von 2009 bis 2019 die Mehrheit der Anteile hielt.
Die beiden anderen Gesellschafter sind die Gemeinde Egelsbach und die Stadt Langen, die noch 6,61 Prozent (Egelsbach) und 5,66 Prozent (Langen) der Anteile halten.

### Wirtschaft
Die Kaufkraft lag in Egelsbach 2013 bei 24.724 Euro/Einwohner. Das entspricht einer Quote von 119,9 Prozent im Bundesdurchschnitt.
In Egelsbach befinden sich die Unternehmenszentralen der folgenden Unternehmen:

Delta-Pronatura-Gruppe

Brady Corporation (Deutschlandzentrale)

SMC Deutschland (Deutschlandzentrale) 

sowie ein Produktionsstandort der Trützschler Group, ehemals Fleißner.

### Sendeanlage der US-Streitkräfte
In der Nähe des Baggersees Egelsbacher See (neben dem Langener Waldsee) befindet sich die Egelsbach Transmitter Facility, eine US-amerikanische militärische Sendeanlage mit diversen Antennenanlagen.

### Bildung
Grundschulen
- Wilhelm-Leuschner-Schule, fünf- bis sechszügig mit fast 500 Kindern und über 30 Lehrkräften.

Volkshochschulen
- Volkshochschule Egelsbach

Die Ernst-Reuter-Schule (Haupt- und Realschule) wurde zum Ende des Schuljahres 2003/2004 aufgelöst und die zu dieser Zeit noch bestehenden Klassen in die Langener Albert-Einstein-Schule eingegliedert.

### Naturschutz

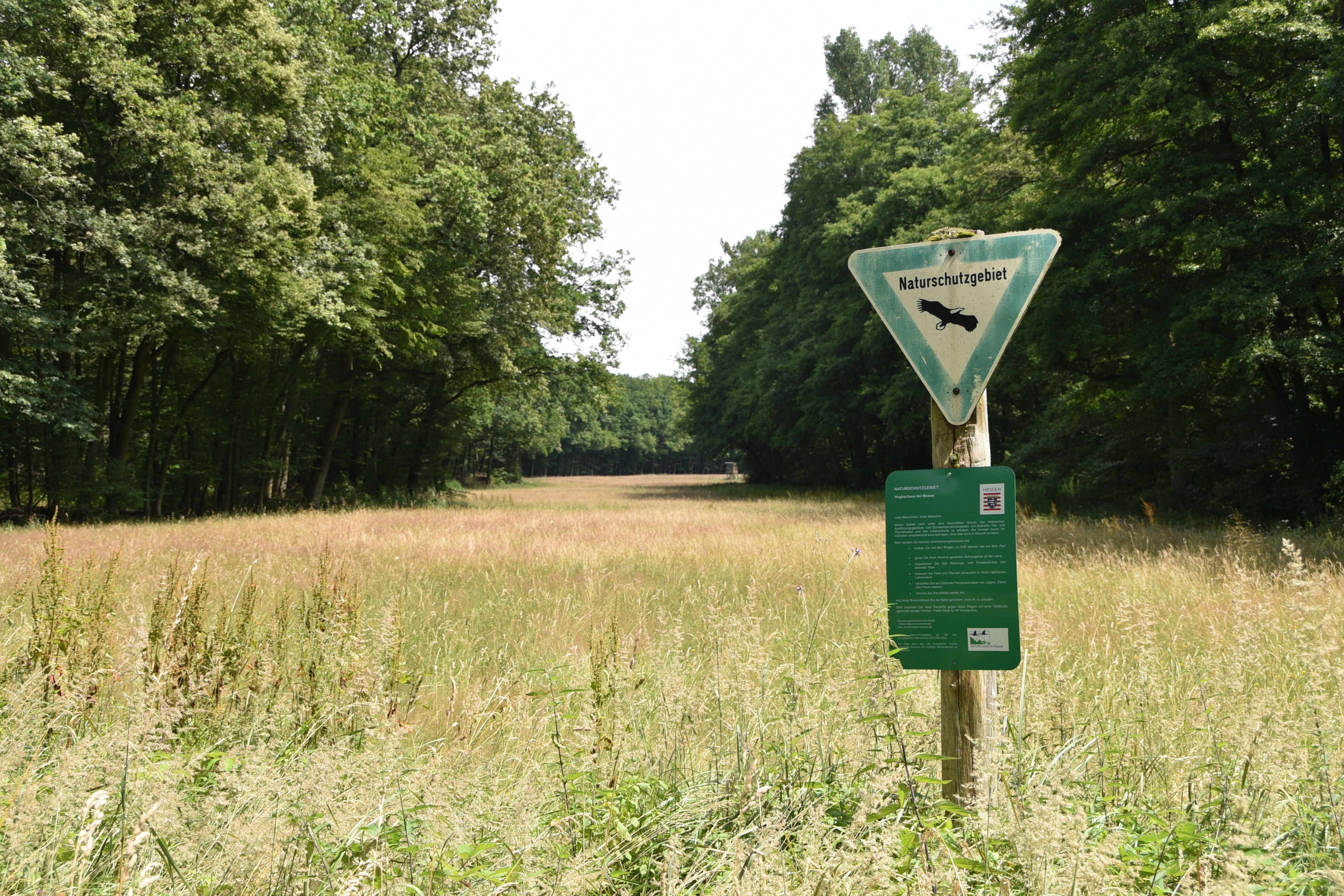
NSG Hegbachaue bei Messel

Das Naturschutzgebiet Hegbachaue bei Messel (NSG-Kennung 1438021) liegt mit Anteilen im südlichen Teil des hessischen Landkreises Offenbach, im nördlichen Ende der Stadt Darmstadt und sein östlicher Teil im Landkreis Darmstadt-Dieburg. Es umfasst einen etwa 228,36 Hektar großen Wald- und Wiesenbestand. Das langgestreckte Gelände des Naturschutzgebiets liegt mit seinem östlichen Teil im Norden der Gemarkung von Messel. Teile des Gebietes liegen in den Gemarkungen Egelsbach, Langen und Dreieich (alle Landkreis Offenbach). Der südliche Teil liegt in der Stadt Darmstadt, Gemarkung Wixhausen. Das NSG Hegbachaue bei Messel ist Teil des FFH-Gebietes Kranichsteiner Wald. Unter Schutz gestellt sind der mittig durchfließende Hegbach und seine Wiesenlandschaft bis in die angrenzenden Waldgebiete. Diese werden nördlich begrenzt von der Offenthaler Schneise im Koberstädter Wald. Im Osten wird das Gebiet begrenzt durch die Auen einer Mündungsfläche mehrerer Bäche in den Hegbach westlich des Hegbachteiches. Südlich begrenzt die Hanauer Steinschneise das Naturschutzgebiet, im Westen ist es der Übergang der Waldfläche in die landwirtschaftliche Nutzfläche südöstlich von Egelsbach. Zentral im NSG liegt der Ernst-Ludwig-Teich.
Das Naturschutzgebiet umfasst die Feuchtwiesen und Altholzbestände beiderseits von Hegbach und Rutschbach zwischen Messel und Egelsbach. Relativ kleinflächig und in der Regel an den Rändern der noch genutzten Wiesen finden sich Reste der ehemals viel weiter verbreiteten feuchten Magerrasen. Viele schon seit längerer Zeit brachliegende Wiesenflächen werden heute von artenarmen Großseggenrieden oder Röhrichten eingenommen. Die Waldbereiche umfassen Sumpfwälder und bachbegleitende Auenwälder. Seit 2008 ist das Naturschutzgebiet ein Teil des ausgedehnten Natura2000-Gebietes „Kranichsteiner Wald mit Hegbachaue, Mörsbacher Grund und Silzwiesen“ (FFH-Gebiet 6018-305).

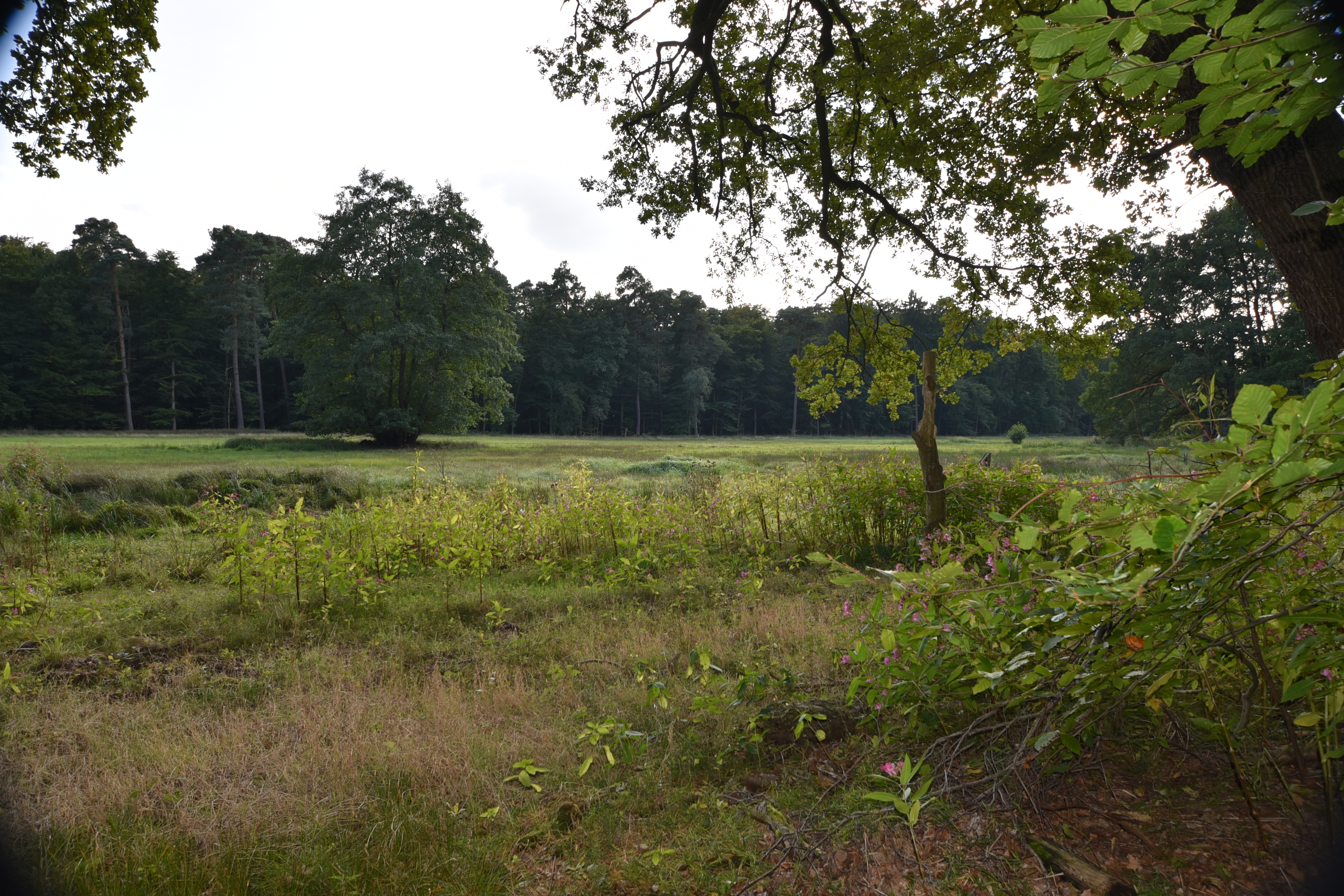
NSG Faulbruch bei Erzhausen

Der Faulbruch bei Erzhausen ist ein Naturschutzgebiet (NSG-Kennung 1432028) auf den Gemarkungen der Gemeinden Erzhausen und Egelsbach in Südhessen. Es besteht aus drei benachbarten Teilflächen. Ein Teilbereich im Südosten steht außerdem als FFH-Gebiet Faulbruch von Erzhausen (Kennung DE-6017-306) unter Schutz.
Der Faulbruch (historisch auch: das Faulbruch) ist ein Wald- und Wiesengelände am Ostrand von Erzhausen. Der größte Teil des Faulbruchs befindet sich östlich der Bahnstrecke Frankfurt am Main–Heidelberg; ein kleiner Teil befindet sich westlich der Eisenbahnstrecke. Der nördliche Teil gehört zu Egelsbach. Der Faulbruch wird von der Kreisstraße 167 durchschnitten. Daneben gibt es auf dem Areal mehrere Waldwege.

## Söhne und Töchter der Gemeinde
- Jakob Knöß (* 1881 in Egelsbach; † 1960 in Frankfurt am Main), Bundesvorsitzender der Gewerkschaft IG Bau-Steine-Erden
- Marie Schmidt (* 1895 in Egelsbach; † 1971 in Neu-Isenburg), Politikerin (KPD)
- Georg Schäfer (* 1919 in Egelsbach; † 2014), Politiker (SPD) und Abgeordneter des Hessischen Landtags
- Wilfried Straub (* 1939 in Egelsbach-Bayerseich; † 2016), Fußballfunktionär, Vizepräsident des Deutschen Fußball-Bundes